# 菊田浩巳
菊田 浩巳（きくた ひろみ）は日本の女性音響監督。楽音舎所属。

## 人物
家族も菊田も漠然と「国語の教師になるだろう」と思っていたが、進路を考えていた時期に、「何かよくわからないけどちょっと違うかな」と思ってしまった。その時、「どうしようかなぁ」と思っていたが、小さい頃から外画の吹き替えのテレビドラマが好きだった母と一緒に一緒に見てることが多かったことを思い出した。その影響もあり「吹替えってスゴイなぁ」、「声のお芝居って面白い」と思うようになり音響監督を目指した。菊田自身は父親っ子で、父はクルマで家族旅行をするのが好きで、菊田はその家族旅行に行っていたという。
神南スタジオで藤山房伸に師事。その後、楽音舎に移籍した。
名前から男性と間違えられやすく、研修の時に男部屋に割り振られたこともある。
担当する作品は男性向けアニメが多かったが、近年は女性向けアニメを担うことも増えてきている。

## 参加作品

### テレビアニメ
1995年
- 闘魔鬼神伝ONI

1996年
- 赤ちゃんと僕（音響監督補佐）

1997年
- はいぱーぽりす

1998年
- Weiß kreuz
- 発明BOYカニパン
- アンドロイド・アナ MAICO 2010

1999年
- キョロちゃん（アフレコ演出）
- デュアル!ぱられルンルン物語
- トラブルチョコレート
- 火魅子伝（録音演出）

2001年
- ココロ図書館
- スターオーシャンEX
- まみむめ★もがちょ
- RUN=DIM

2002年
- Weiß kreuz Glühen
- 王ドロボウJING（アフレコ演出）
- おねがい☆ティーチャー
- 陸上防衛隊まおちゃん

2003年
- R.O.D -THE TV-
- おねがい☆ツインズ
- 君が望む永遠
- スクラップド・プリンセス
- 住めば都のコスモス荘 すっとこ大戦ドッコイダー
- D.C. 〜ダ・カーポ〜
- 瓶詰妖精
- 魔探偵ロキ RAGNAROK

2004年
- Dears
- 花右京メイド隊 La Verite
- 双恋（録音監督）
- 美鳥の日々
- ゆめりあ

2005年
- 英國戀物語エマ
- かみちゅ!
- D.C.S.S. 〜ダ・カーポ セカンドシーズン〜

2006年
- いぬかみっ!
- 学園ヘヴン BOY'S LOVE HYPER!
- 金色のコルダ 〜primo passo〜
- 恋する天使アンジェリーク 〜心のめざめる時〜
- 西の善き魔女 Astraea Testament
- 無敵看板娘

2007年
- 英國戀物語エマ 第二幕
- おおきく振りかぶって
- 恋する天使アンジェリーク 〜かがやきの明日〜
- D.C.II 〜ダ・カーポII〜
- ムシウタ
- もやしもん

2008年
- かんなぎ
- D.C.II S.S. 〜ダ・カーポII セカンドシーズン〜
- 二十面相の娘
- ネオ アンジェリーク Abyss
- ネオ アンジェリーク Abyss -Second Age-

2009年
- 金色のコルダ 〜secondo passo〜
- 黒神 The Animation

2010年
- おおきく振りかぶって 〜夏の大会編〜
- kiss×sis
- ちゅーぶら!!
- ひめチェン!おとぎちっくアイドル リルぷりっ

2011年
- THE IDOLM@STER
- WORKING'!!（アフレコ演出）

2012年
- アイカツ!
- しろくまカフェ
- 夏色キセキ
- ブラック★ロックシューター
- マギ
- もやしもん リターンズ

2013年
- アイカツ! 2年目
- 戦勇。
- 戦勇。（第2期）
- マギ The kingdom of magic

2014年
- Wake Up, Girls!
- 神々の悪戯
- 金色のコルダ Blue♪Sky
- ハイキュー!!

2015年
- おそ松さん
- ハイキュー!! セカンドシーズン

2016年
- アイカツスターズ!
- ドリフェス!
- ハイキュー!! 烏野高校 VS 白鳥沢学園高校

2017年
- ドリフェス! R
- ボールルームへようこそ
- おそ松さん（第2期）

2018年
- アイカツフレンズ
- 風が強く吹いている
- 狐狸之声
- サンリオ男子
- 深夜!天才バカボン
- BEATLESS
- ポチっと発明 ピカちんキット

2019年
- ギヴン

2020年
- アイカツオンパレード
- 織田シナモン信長
- ハイキュー!! TO THE TOP
- おそ松さん（第3期）

2021年
- アイカツプラネット!
- ブルーピリオド

2023年
- もののがたり
- アイドルマスター ミリオンライブ!
- 川越ボーイズ・シング
- B-PROJECT〜熱烈*ラブコール〜

2024年
- ぶっちぎり?!
- 貼りまわれ!こいぬ
- 百千さん家のあやかし王子
- 刀剣乱舞 廻 -虚伝 燃ゆる本能寺-

2026年
- MAO

### 劇場アニメ
2007年
- いぬかみっ! THE MOVIE 特命霊的捜査官・仮名史郎っ!

2010年
- 宇宙ショーへようこそ

2011年
- おぢいさんのランプ

2012年
- BUTA

2014年
- THE IDOLM@STER MOVIE 輝きの向こう側へ!

2015年
- Wake Up, Girls! 青春の影
- Wake Up, Girls! Beyond the Bottom

2019年
- ぼくらの7日間戦争
- えいがのおそ松さん

2020年
- 映画 ギヴン

2022年
- 鹿の王 ユナと約束の旅
- おそ松さん〜ヒピポ族と輝く果実〜

2023年
- おそ松さん〜魂のたこ焼きパーティーと伝説のお泊り会〜

2024年
- 劇場版ハイキュー!! ゴミ捨て場の決戦
- 刀剣乱舞 廻 -々伝 近し侍らうものら-

### OVA
1994年
- KEY THE METAL IDOL（音響制作）
- プラスチックリトル（音響制作）

1995年
- 卒業 〜Graduation〜（音響制作）
- プリンセス・ミネルバ（音響制作）
- 女神天国（音響制作）

1996年
- 闘神伝（音響制作）
- ソニック・ザ・ヘッジホッグ（音響制作）

1997年
- 八雲立つ

2000年
- アンジェリーク 〜白い翼のメモワール〜

2001年
- アンジェリーク 〜聖地より愛をこめて〜

2002年
- 学園都市 ヴァラノワール

2003年
- 機動新撰組 萌えよ剣
- キングダム・オブ・カオス ボーン・トゥ・キル

2004年
- アカネマニアックス
- 王ドロボウJING in Seventh Heaven（アフレコ演出）

2005年
- アンジェリーク

2007年
- 君が望む永遠 〜Next Season〜

2008年
- kiss×sis
- D.C.if 〜ダ・カーポ イフ〜

2010年
- D.C.I&II P.S.P. RE-ANIMATED
- ブラック★ロックシューター

2020年
- ハイキュー!! 陸 VS 空

### Webアニメ
2006年
- あゆまゆ劇場

2024年
- ちこまる

### ゲーム
2010年
- 北斗無双

2012年
- THE IDOLM@STER SHINY FESTA（アニメパート）
- 真・北斗無双

2015年
- Goes!
- 夢色キャスト

### 吹き替え
2025年
- ヨウゼン

### コラム
- VOiCE Newtype（2006年11月発売の第17号より『アニメ業界に就職したいあなたに贈る 職業としてのアニメ』を執筆中）